# کرستد بیوت (کلرادو)
کرستد بیوت (به انگلیسی: Crested Butte) شهری در ایالت کلرادو کشور ایالات متحده آمریکا است که جمعیت آن در سرشماری سال ۲۰۱۰ میلادی، ۱٬۴۸۷ نفر بوده‌است.